# Những thiên thần của Charlie (phim 2019)
Những thiên thần của Charlie (tiếng Anh: Charlie's Angels) là một bộ phim hài hành động Mỹ ra mắt năm 2019 của đạo diễn Elizabeth Banks, người đã viết kịch bản từ một câu chuyện của Evan Spiliotopoulos và David Auburn. Đây là phần thứ ba trong loạt phim Thiên thần của Charlie, dựa trên loạt phim truyền hình cùng tên do Ivan Goff và Ben Roberts thực hiện, đồng thời cũng là phần tiếp theo độc lập so với cả loạt phim gốc và phim trước đó.
Phim có sự tham gia của Kristen Stewart, Naomi Scott, Ella Balinska, Banks, Sam Claflin, Noah Centineo, Jonathan Tucker, Djimon Hounsou và Patrick Stewart. Phim được phát hành vào ngày 15 tháng 11 năm 2019, bởi Sony Pictures Rel Release.

## Nội dung
"Thiên thần của Charlie" luôn dùng các kỹ năng để điều tra và bảo mật thông tin cho các khách hàng. Giờ đây, Cơ quan Townsend đã mở rộng ra quốc tế với những người phụ nữ thông minh, không sợ hãi, được đào tạo bài bản và nhiều đội Thiên thần được dẫn dắt bởi nhiều Bosley, hoàn thành ngay những nhiệm vụ khó nhằn nhất. Khi mà một kỹ sư trẻ phát minh một công nghệ nguy hiểm, những Thiên thần được kêu gọi hành động, họ lên đường để bảo vệ tất cả mọi người.
Một đội Thiên thần, do đặc vụ cấp cao John Bosley dẫn đầu, bắt giữ tên tham ô quốc tế Jonny Smith ở Rio de Janeiro và giao hắn cho chính quyền Mỹ. Một năm sau, trụ sở châu Âu của Cơ quan Townsend được thông báo rằng Elena Houghlin, một kỹ sư và lập trình viên do doanh nhân Alexander Brok thuê, muốn vạch trần cấp trên của mình. Cô biết rằng người đứng đầu bộ phận phát triển của Brok, Peter Fleming, đang che giấu một khám phá về Calisto, một thiết bị bảo tồn năng lượng mà cô đã giúp phát minh, có khả năng gây ra những cơn động kinh chết người khi được sử dụng. Cô gặp Đặc vụ Edgar "Bosley" ở Hamburg để kể lại những phát hiện của mình, nhưng một sát thủ tên là Hodak đã tấn công và giết chết Edgar, khiến Elena sắp chết đuối dưới sông. Cấp dưới của Edgar, Jane Kano, cứu cô và đưa cô đến với Đặc vụ Rebekah "Bosley" với sự giúp đỡ của cô nàng cộng sự Sabina Wilson. Trong khi đó, John, người đã nghỉ hưu tại cơ quan, phát hiện ra Rebekah đã gắn thiết bị cấy ghép dưới da chuyên dụng của cơ quan vào người ông ta mà ông ta không hề hay biết.
Rebekah giao nhiệm vụ cho Sabina và Jane, cùng với Elena, đột nhập vào công ty của Brok để đánh cắp các nguyên mẫu Calisto còn lại trước khi chúng có thể được nhân bản. Elena tìm thấy một cái nhưng buộc phải sử dụng nó để chạy thoát, vô tình giết chết Ralph, đội trưởng đội an ninh. Sau khi biết Fleming đã lấy các nguyên mẫu khác, Rebekah theo dõi gã đến Istanbul. Jane cũng tìm đến Fatima, một người liên lạc cũ của cô, để nhờ cô ta giúp đỡ. Họ theo dõi Fleming đến một mỏ đá, nơi Smith được tiết lộ là người trung gian của Fleming trong việc bán Calisto. Hodak cũng có mặt và giết Fleming trước khi các Thiên thần phá hỏng cuộc giao dịch. Rebekah đột nhiên biến mất, Smith và Hodak cũng chạy thoát cùng với nguyên mẫu.
Quay trở lại nhà an toàn, Sabina tin rằng Rebekah đang bí mật chống lại cơ quan và lợi dụng họ để đánh cắp Calisto vì lợi ích của riêng cô ta. Trong khi cả ba đang suy nghĩ thì nhà an toàn bị đánh bom. Rebekah xuất hiện rồi bị bắn bởi John, người đã đến giải cứu Elena. Sabina và Jane sống sót và tìm sự trợ giúp từ Fatima. Rebekah xuất hiện trở lại và giải thích rằng John chính là kẻ phản bội thật sự và ông ta đã dành vài thập kỷ qua để bí mật xây dựng mạng lưới của riêng mình trong cơ quan sau khi ông ta được chấp thuận để kế nhiệm Charlie Townsend quá cố.
John đưa Elena đến một bữa tiệc ở Chamonix được tổ chức bởi Brok, người tiết lộ mình là chủ mưu đằng sau âm mưu ám sát Elena và không hề hay biết về kế hoạch vũ khí hóa Calisto của John. Sử dụng đồng nghiệp của Elena là Langston làm con tin, John buộc cô phải lập trình một thiết bị Calisto để giết chính cô và Langston trước khi rời đi. Các Thiên thần, đã suy luận ra kế hoạch của ông ta do thông tin được cung cấp bởi Smith, người sau đó được tiết lộ là đã đào tẩu sang phe của họ, xuất hiện và giải cứu Elena và Langston, Elena đã vô hiệu hóa thiết bị Calisto. Jane trả thù cho Edgar bằng cách giết chết Hodak, trong khi Rebekah đuổi kịp John và thuộc hạ của ông ta. Cô cho các Thiên thần khác đóng giả khách mời để hạ gục những tên thuộc hạ, sau đó Sabina cũng hạ gục John bằng một cú đấm. Brok bị bắt giữ, Jane và Langston bắt đầu yêu nhau. Elena được Cơ quan Townsend tuyển chọn làm Thiên thần sau khi trải qua nhiều đợt huấn luyện. Trong cảnh hậu danh đề, Elena nhận được hình xăm Thiên thần chính thức và lời chúc mừng từ cựu Thiên thần Kelly Garrett, người đã trở thành "Charlie" mới.

## Diễn viên
- Kristen Stewart trong vai Sabina Wilson
- Naomi Scott trong vai Elena Houghlin
- Ella Balinska trong vai Jane Kano
- Sam Claflin trong vai Alexander Brok[6]
- Nô-ê Centineo trong vai Langston
- Elizabeth Banks, Djimon Hounsou và Patrick Stewart trong vai Bosley
- Luis Gerardo Méndez trong vai "Vị thánh"

Ngoài ra, Jonathan Tucker đã được chọn vào vai phản diện của bộ phim. Chris Pang và Nat Faxon đã được chọn vào vai không được tiết lộ.

## Sản xuất
Vào ngày 15 tháng 9 năm 2015, Sony Pictures Entertainment đã khởi động lại thương hiệu "Thiên thần của Charlie" và Elizabeth Banks đang đàm phán để chỉ đạo bộ phim. Các ngân hàng cũng sẽ sản xuất bộ phim cùng với đối tác Max Handelman của Brownstone Productions. Vào ngày 16 tháng 12 năm 2015, Sony đã thuê Evan Spiliotopoulos viết kịch bản cho bộ phim khởi động lại.
Vào tháng 7 năm 2018, đã có thông báo rằng Kristen Stewart, Naomi Scott và Ella Balinska sẽ đóng vai bộ ba hàng đầu của đội chiến đấu, và Banks cũng sẽ xuất hiện trong vai Bosley, với bộ phim có nhiều nhân vật tên Bosley. Doug Belgrad cũng sẽ sản xuất bộ phim thông qua 2.0 Entertainment của mình, cùng với Elizabeth Cantillon, Banks và Handelman, trong khi Banks và Jay Basu viết kịch bản với bản nháp đầu tiên của Craig Mazin và Semi Chellas. Vào tháng 9, Patrick Stewart được chọn vào vai Bosley thứ hai. Cùng tháng đó, Luis Gerardo Méndez và Jonathan Tucker đã tham gia dàn diễn viên của bộ phim, với Djimon Hounsou trong vai Bosley thứ ba. Vào tháng 10 năm 2018, Sam Claflin, Noah Centineo, Chris Pang và Nat Faxon đã tham gia vào dàn diễn viên của bộ phim.
Quay phim chính bắt đầu vào ngày 24 tháng 9 năm 2018. Từ ngày 2 đến ngày 7 tháng 10 năm 2018, việc quay phim đã diễn ra tại Elbphilharmonie ở Hamburg, Đức. Đầu tháng 12 năm 2018, việc quay phim đã diễn ra tại Spice Bazaar, Trường đua Veliefendi và tại Sultanahmet ở Istanbul, Thổ Nhĩ Kỳ. Quay phim hoàn thành vào ngày 9 tháng 12 năm 2018.
Sau đó, nó đã được tiết lộ rằng bộ phim mới sẽ không phải là một bộ phim khởi động lại hoặc làm lại từ nhượng quyền thương mại, mà là sự tiếp nối sẽ kết hợp các sự kiện của loạt phim truyền hình gốc và các bộ phim của những năm 2000 của McG. Nó cũng được tiết lộ trên trang web chính thức của bộ phim rằng Drew Barrymore, người sản xuất từ các bộ phim trước đó và đóng vai Dylan Sanders, sẽ trở lại với tư cách là nhà sản xuất điều hành. Leonard Goldberg, người sản xuất loạt phim gốc và các bộ phim trước đó, cũng trở lại.
Vào tháng 5 năm 2019, Brian Tyler đã được công bố để soạn nhạc cho bộ phim. Ca sĩ Ariana Grande, Miley Cyrus và Lana Del Rey đã hợp tác trong một bài hát nhạc phim. Grande cũng đồng điều hành sản xuất nhạc nền cùng với Savan Kotecha, Ilya và Max Martin.

## Phát hành
Charlie's Angels dự kiến sẽ được phát hành vào ngày 15 tháng 11 năm 2019, bởi Sony Pictures Rel Release.

### Tiếp thị
Trailer chính thức đầu tiên của bộ phim được phát hành vào ngày 27 tháng 6 năm 2019.